# Li Wenhan
Li Wenhan (chino: 李汶翰, pinyin: Lǐ Wènhàn; Hangzhou, Zhejiang, 22 de julio de 1994), también conocido como Moon Han (hangul: 이문한), es un cantante, actor y modelo chino, conocido por ser miembro del grupo surcoreano-chino Uniq.

## Biografía
Habla con fluidez mandarín, coreano e inglés. Wenhan tiene formación en guitarra clásica. 
Antes de debutar como idol fue nadador profesional patrocinado por su ciudad natal Hangzhou City, y practicó con el medallista olímpico de natación chino, Sun Yang.

## Carrera
Es miembro de la agencia "Yuehua Entertainment".

### Actuación
En 2018 se unió al elenco recurrente de la serie Basketball Fever donde interpretó a Pei Chenhao, un jugador de baloncesto del equipo de la Universidad de Huayang y el hermano menor de Pei Chenbing (Fair Xing).
El 29 de mayo del mismo año se unió al elenco principal de la serie Just Want to See You Smile (también conocida como "Sm:)e") donde interpretó a Shi Shu Zhan, un famoso idol que tiene un síndrome que le hace temer el contacto de la piel con las personas, hasta que conoce y se enamora de Ji Xiao Xing (Du Yu Chen), quien lo ayuda a mejorar, hasta el final de la serie el 6 de julio del mismo año.
El 5 de diciembre de 2018 anunció en su cuenta personal de Weibo que participaría en la segunda temporada del programa Idol Producer 2 (también conocida como "Qing Chun You Ni"). Durante las audiciones ocupó el primer puesto en el primer episodio y recibió una calificación de "B" por las audiciones.
El 6 de septiembre de 2019 se unirá al elenco principal de la serie Life Risking Romance donde dará vida a un popular idol

### Música
Fue trainee en China durante 2 años y luego se trasladó a Corea.
Desde 2014 es miembro de la banda china-surcoreana Uniq en donde es el vocalista del grupo. El grupo también está conformado por Zhou Yixuan, Wang Yibo, Cho Seung-youn y Kim Sung-joo.
Desde el 6 de abril de 2018 forma parte del grupo "UNINE", junto a Li Zhenning, Yao Mingming, Guan Yue, Jia Yi, Hu Chunyang, Xia Hanyu, Chen Youwei y He Changxi. Luego de ganar un puesto en el grupo debut del reality show Idol Producer 2.

## Filmografía

### Series de televisión
| Año             | Título                                               | Personaje          | Notas        |
| --------------- | ---------------------------------------------------- | ------------------ | ------------ |
| 2019 - presente | Life Risking Romance                                 | -                  |              |
| 2019 - presente | Chasing the Ball (追球)                              | Yun Gaoyang        |              |
| 2018            | Hot Blood Academy (My Naughty Classmates) (热血学院) | Príncipe Li Jingyu | 47 episodios |
| 2018            | Just Want to See You Smile (想看你微笑)              | Shi Shuzhan        | 24 episodios |
| 2018            | Basketball Fever (热血狂篮)                          | Pei Chenhao        |              |
| 2017            | Life Risking Romance (命悬一线的浪)                  | Xinyu              |              |
| 2016            | XFemale President (女总裁的贴身高手)                 | Amigo de Leng Feng |              |

### Películas
| Año  | Título                    | Personaje | Notas                                           |
| ---- | ------------------------- | --------- | ----------------------------------------------- |
| 2016 | MBA Partners (梦想合伙人) | Wenhan    | junto a Wang Yibo, Zhou Yixuan y Cho Seung-youn |

### Programas de variedades
| Año        | Programa                                            | Notas                                                         |
| ---------- | --------------------------------------------------- | ------------------------------------------------------------- |
| 2020       | I Am An Actor Season 3                              | Concursante                                                   |
| 2020       | Shine Super Brothers                                | Miembro                                                       |
| 2020       | I Like You, Me Too Season 2 (Love Timing: Season 2) | Miembro                                                       |
| 2020       | The Brave World 2                                   | Miembro                                                       |
| 2020       | MAC Cosmetics Competition Series                    | Asesor celebridad                                             |
| 2020       | Young Forever                                       | Invitado                                                      |
| 2019       | When I Grow Up                                      | Miembro                                                       |
| 2019       | Idol Producer 2                                     | Concursante - ganador                                         |
| 2015, 2018 | Day Day Up (天天向上)                               | Invitado                                                      |
| 2018       | The Chamber of Secrets Escape                       | (ep. #6) - invitado                                           |
| 2017       | 嘀！粉丝卡                                          |                                                               |
| 2016       | Ni Hao China                                        | Miembro - junto a Hwang Soo-kyung, Ahn Yoo-hwa y Moon Jung-ah |
| 2015       | After School Club                                   | (ep. #159) - invitado - junto a Uniq                          |
| 2015       | Cool Kiz on the Block                               | 3 episodios - (ep. #119, 123-124) - concursante               |
| 2015       | Weekly Idol                                         | (ep. #203) - invitado - junto a Uniq                          |
| 2015       | Happy Camp                                          | Invitado - junto a Uniq                                       |

### Presentador
| Año                                | Programa    | Notas                                                         |
| ---------------------------------- | ----------- | ------------------------------------------------------------- |
| junio de 2016 - septiembre de 2016 | The Players | Copresentador - junto a Jay Chou, Kim Jong-kook y Kobe Bryant |

### Eventos
| Año  | Título                                                  | Notas                       |
| ---- | ------------------------------------------------------- | --------------------------- |
| 2020 | 2019 Weibo Awards Ceremony                              | Junto a UNINE               |
| 2019 | 2019-2020 New Year’s Countdown Gala                     | Junto a UNINE               |
| 2019 | 2020 iQiYi Scream Night                                 | Junto a UNINE               |
| 2019 | 2019 MAMA Awards                                        | Junto a UNINE               |
| 2019 | 2019 Bazaar Stars Charity Night                         | Junto a UNINE               |
| 2019 | 10th YH Family Concert                                  | Junto a UNINE               |
| 2016 | 2016 Idol Star Olympics Championships New Year Special  | Participante - junto a Uniq |
| 2015 | 2015 Idol Star Athletics Championships Chuseok Special  | Participante - junto a Uniq |
| 2015 | 2015 Idol Star Athletics Championships New Year Special | Participante - junto a Uniq |

### Programas de radio
| Año  | Programa                     | Notas                                                  |
| ---- | ---------------------------- | ------------------------------------------------------ |
| 2014 | Idol True Colours (偶像本色) | Invitado - junto a Zhou Yixuan, Wang Yibo y Prince Mak |

### Endorsos
| Año    | Título                         | Notas             |
| ------ | ------------------------------ | ----------------- |
| 2020 - | Calvin Klein Watches & Jewelry | Amigo de la marca |

### Revistas / sesiones fotográficas
| Año  | Revista                           | Notas                                                        |
| ---- | --------------------------------- | ------------------------------------------------------------ |
| 2020 | KIKS Magazine                     | Junto a Song Yanfei                                          |
| 2020 | Men’s Uno Young!                  | Junto a UNINE - (publicación de mayo)                        |
| 2019 | VogueMe x Valentino               |                                                              |
| 2019 | SoFigaro Magazine                 |                                                              |
| 2019 | GQ China                          |                                                              |
| 2019 | Southern Metropolis Entertainment |                                                              |
| 2019 | Grazia China                      | Junto a UNINE                                                |
| 2019 | InStyle China’s - InStyle Icon    | (publicación digital)                                        |
| 2019 | Men’s Uno Young!                  | (publicación de septiembre)                                  |
| 2019 | OK! China                         | (publicación #186) (publicación de octubre)                  |
| 2019 | Madame Figaro Mode                | (publicación de agosto) - junto a Yao Mingming y Hu Chunyang |
| 2019 | L'Official China                  | (publicación digital) - junto a UNINE                        |
| 2019 | LEON Young                        | (publicación de agosto) - junto a UNINE                      |
| 2019 | Vogue Me                          | Junto a Yao Mingming                                         |
| 2019 | ELLE Men Fresh                    | Junto a UNINE                                                |

## Discografía

### EP
| Título   | Álbum | Notas                                                          |
| -------- | --- | -------------------------------------------------------------- |
| 天荒不朽 | Fecha de lanzamiento: 15 de julio de 2018 Label: Yuehua Entertainment Fuente: Netease Music Formato: Descarga digital | 1. 天荒不朽 (Immortal Love) 2. 一直在心上 (Always in My Heart) |

### UNINE
| Año  | Canción        | Álbum                                   | Notas               |
| ---- | -------------- | --------------------------------------- | ------------------- |
| 2019 |                | Canción promocional de "Our Shiny Days" |                     |
| 2019 | Always In Love | OST de "No Secrets"                     | (canción de inicio) |

## Premios y nominaciones
| Año  | Categoría                                                                            | Premio                  | Trabajo | Resultado |
| ---- | ------------------------------------------------------------------------------------ | ----------------------- | ------- | --------- |
| 2018 | Soft Honey Vocals full of the Abs of little WolfDog Award (温柔蜜音满腹经纶小狼狗奖) | 2018 Weibo Fan Festival | -       | Ganó      |